# Катальпа Бунге
Катальпа Бунге (лат. Catalpa bungei) — вид листопадных деревьев семейства Бигнониевые, произрастающих в Восточной Азии. В данный момент к этому же виду причисляют выделявшуюся ранее отдельно катальпу Фаргеза (лат. Catalpa fargesii).

## Синонимы
По данным сайта POWO, катальпа Бунге имеет 10 синонимичных латинских названий:
- Catalpa bungei var. heterophylla C.A.Mey., 1837
- Catalpa bungei var. intermedia Pamp., 1910
- Catalpa duclouxii Dode, 1907
- Catalpa fargesii Bureau, 1894
- Catalpa fargesii f. alba Q.Q.Liu & H.Y.Ye, 1993
- Catalpa fargesii f. duclouxii (Dode) Gilmour, 1936
- Catalpa heterophylla (C.A.Mey.) Dode, 1907
- Catalpa sutchuenensis Dode, 1907
- Catalpa syringifolia Bunge, 1833
- Catalpa vestita Diels, 1901